# Hagelregister
Das Hagelregister der Vereinigung Kantonaler Feuerversicherungen (VKF) ist eine schweizerische Onlineplattform, auf der unterschiedliche Produkte der Gebäudehülle bezüglich ihrer Hagelwiderstandsfähigkeit klassiert sind.

## Klassierung und Zweck
Um die Hagelwiderstandsfähigkeit der Bauteile und Baumaterialien zu eruieren, veranlasst die VKF, in Zusammenarbeit mit renommierten Prüfinstituten, umfangreiche und realitätsnahe Laborversuche. Dabei werden die Elemente der Gebäudehülle mit unterschiedlich grossen Eiskugeln beschossen. Anhand der entstandenen Schäden erfolgt die Zuordnung in die verschiedenen Hagelwiderstandsklassen. Diese reichen von HW 1 bis zu HW 5. Ein Hagelwiderstand von HW3 bedeutet beispielsweise, dass das Produkt einem Hagelkorn von drei Zentimeter Durchmesser, mit einer Masse von 12,3 Gramm bei einer Aufprallgeschwindigkeit von 86 km/h ohne Schaden standhalten kann. Zu den relevanten Schadenkriterien gehören, je nach Produkt,  Wasserdichtheit, Lichtdurchlässigkeit, Lichtabschirmung, Mechanik und Aussehen. Somit unterstützt die Verwendung klassierter Produkte das hagelresistente Bauen und kann helfen, Gebäudeschäden zu verhindern.
Im Jahr 2011 wurde das Hagelregister auch in Österreich eingeführt.